# Missione gregoriana

Mappa della Britannia con la posizione dei principali popoli Anglo-Sassoni verso l'anno 600

La missione gregoriana o missione agostiniana fu inviata da papa Gregorio I nell'anno 596 per convertire le popolazioni Anglo-Sassoni della Britannia.  Capeggiata da Agostino di Canterbury, nel 635, anno della morte dell'ultimo  missionario della missione, si poteva ormai considerare il Cristianesimo stabilito nella Britannia meridionale. Assieme alle missioni in Irlanda e presso i Franchi, furono convertite anche altre parti della Britannia ed ebbe una profonda influenza sul Monachesimo irlandese nella Europa continentale.